# هيكارو فوجيشيما
هيكارو فوجيشيما (باليابانية: 藤嶋 洸) (5 أبريل 1989 في إيواته في اليابان – )؛ هو لاعب كرة قدم ياباني سابق كان يلعب كمدافع.

## وصلات خارجية
- هيكارو فوجيشيما على موقع رابطة كرة القدم اليابانية للمحترفين (اليابانية)